# アシガバート
アシガバート（トルクメン語: Aşgabat，トルクメン語発音: /ɑʃʁɑˈbɑt/；ペルシア語: عشق آباد, Ešq-âbâd、ロシア語: Ашхабад, Ashkhabad、英語: Ashgabat / Ashkhabad）は、トルクメニスタンの首都。1919年から1927年の間はポルトラツク (Полторацк, Poltoratsk) という名であった。
コペトダグ山脈とカラクム砂漠の間にあり、主要産業はガラス製造、ぶどう酒醸造、綿織物業など。人口は約103万人（2022年国勢調査）。周囲をアハル州に囲まれているが、アシガバート市単独で州と同格の地位にあり、行政上はいかなる州にも属していない。

## 市の名前
アシガバートの名前の由来を遡ればペルシア語に行き着く。ペルシア語のAshkはアルサケス朝を意味し、ペルシア語の接尾辞ābādは「都市」を意味することから、「アルサケスの町」となる。
また、アラビア語系の語彙でAshqが「愛」を意味することから、市名は「愛の町」という意味であると解する説もある。
日本語でのカタカナ表記は、アシガバード、アシガバット、アシュガバット、アシハバード、アシハバット、アシュガバードなどがある。なお、「在外公館の名称及び位置並びに在外公館に勤務する外務公務員の給与に関する法律」による表記の標準はアシガバットである。

## 歴史
かつてはワインで知られたコンジカラ (Konjikala) という町があったが、紀元前2世紀の大地震で廃墟となっていた。アルサケス朝パルティアのミトラダテス1世によってニサが作られシルクロードの交易で栄えたが、13世紀にモンゴルの襲来で破壊された後、小さな村のままであった。
1818年、ロシア人がアシハバードという町を作った。1869年に要塞が造られると、商人や職人が集い発展が始まる。1881年、ガージャール朝のイランはアクハル条約で、この地をロシアに割譲する。ロシアはイギリスとの外交戦争から戦略的に重要なこの町を開発、西洋風な町並みが作られ、ザカスピ州の行政の中心地となる。1902年、イランでの迫害を逃れ亡命して来たバハイ教の教徒のためにバハイ教の礼拝堂がバハー・ウッラーとヴァキール・ダフリーによって創られ、同地でバハイ教の共同体が設立された。
1917年、赤軍がアシハバートを掌握、翌1918年にはイギリス軍と白軍の連合軍に奪われるが、この時メンシェヴィキと社会革命家によってザカスピ臨時政府（沿カスピ連合政府）が設立され、アシハバート内戦が発生、ボリシェヴィキと激しい争いを繰り広げた。1919年に奪回し、市名をボルシェヴィキのメンバーかつ政治家であったパベル・ポルトラツキーに因んでポルトラツクとする。同時にこの地はトルキスタン自治ソビエト社会主義共和国の主要な都市の1つとなる。
1925年、トルクメン・ソビエト社会主義共和国が誕生するとその首都となる。1927年にアシハバードの名に戻る。1948年10月6日に発生したアシガバート大震災により、アシガバートは甚大な被害を受けた。
1991年、独立とともにアシガバートの名となった。2008年、同市で武装勢力によって暴動事件が発生した。

## 気候
ケッペンの気候区分では、砂漠気候である。夏は日中の気温が40度を超え非常に暑くなり、7月の平均気温は31.2℃となるが降水はほとんどない。冬は寒く、1月の平均気温は2.5℃。年平均気温は16.6℃である。最高気温極値は1995年6月の46.7℃、最低気温極値は1969年1月の-24.1℃である。
| アシガバートの気候           | アシガバートの気候 | アシガバートの気候 | アシガバートの気候 | アシガバートの気候 | アシガバートの気候 | アシガバートの気候 | アシガバートの気候 | アシガバートの気候 | アシガバートの気候 | アシガバートの気候 | アシガバートの気候 | アシガバートの気候 | アシガバートの気候 |
| 月                           | 1月                | 2月                | 3月                | 4月                | 5月                | 6月                | 7月                | 8月                | 9月                | 10月               | 11月               | 12月               | 年                 |
| ---------------------------- | ------------------ | ------------------ | ------------------ | ------------------ | ------------------ | ------------------ | ------------------ | ------------------ | ------------------ | ------------------ | ------------------ | ------------------ | ------------------ |
| 最高気温記録 °C （°F）       | 28.7 (83.7)        | 32.6 (90.7)        | 36.6 (97.9)        | 39.4 (102.9)       | 44.5 (112.1)       | 46.7 (116.1)       | 45.5 (113.9)       | 45.5 (113.9)       | 45.6 (114.1)       | 40.1 (104.2)       | 37.0 (98.6)        | 33.1 (91.6)        | 46.7 (116.1)       |
| 平均最高気温 °C （°F）       | 7.5 (45.5)         | 9.3 (48.7)         | 15.2 (59.4)        | 24.2 (75.6)        | 29.8 (85.6)        | 36.0 (96.8)        | 38.7 (101.7)       | 36.8 (98.2)        | 31.8 (89.2)        | 23.7 (74.7)        | 16.7 (62.1)        | 10.0 (50)          | 23.4 (74.1)        |
| 日平均気温 °C （°F）         | 2.5 (36.5)         | 3.8 (38.8)         | 9.5 (49.1)         | 17.5 (63.5)        | 22.9 (73.2)        | 28.7 (83.7)        | 31.2 (88.2)        | 28.9 (84)          | 23.5 (74.3)        | 15.8 (60.4)        | 10.0 (50)          | 4.8 (40.6)         | 16.6 (61.9)        |
| 平均最低気温 °C （°F）       | −1.1 (30)          | −0.3 (31.5)        | 4.8 (40.6)         | 11.6 (52.9)        | 16.2 (61.2)        | 21.3 (70.3)        | 23.6 (74.5)        | 20.9 (69.6)        | 15.8 (60.4)        | 9.6 (49.3)         | 5.0 (41)           | 1.1 (34)           | 10.8 (51.4)        |
| 最低気温記録 °C （°F）       | −24.1 (−11.4)      | −20.8 (−5.4)       | −13.3 (8.1)        | −0.8 (30.6)        | 0.2 (32.4)         | 9.2 (48.6)         | 10.4 (50.7)        | 9.5 (49.1)         | 2.0 (35.6)         | −5.1 (22.8)        | −13.1 (8.4)        | −16.0 (3.2)        | −24.1 (−11.4)      |
| 降水量 mm （inch）           | 22 (0.87)          | 27 (1.06)          | 39 (1.54)          | 44 (1.73)          | 28 (1.1)           | 4 (0.16)           | 3 (0.12)           | 1 (0.04)           | 4 (0.16)           | 14 (0.55)          | 20 (0.79)          | 21 (0.83)          | 227 (8.94)         |
| 出典：Pogoda.ru.net 9.3.2010 |                    |                    |                    |                    |                    |                    |                    |                    |                    |                    |                    |                    |                    |

## 交通
空港
- アシガバート空港（サパルムラト・トルクメンバシュ空港）が市の北西10km地点にある。

鉄道
- アシガバート駅はカスピ海横断鉄道の中心駅の一つである。
- 2017年開催予定の第2回アジアインドア・マーシャルアーツゲームズの会場であるオリンピック村に、モノレールが建設中である。

## 観光
- 近郊にあるアルティン・デペ（英語版）は、紀元前3000年記から紀元前1600年までバクトリア・マルギアナ複合 (BMAC) の遺跡である。
- ナマズガ・デペ（英語版）がアシガバートから100kmのイラン国境近くにある (BMAC)。
- 古代のパルティアの都、ニサ遺跡（世界遺産）がアシガバートの南西15kmの荒野にある。

- アシガバート市内には同国の巨大な国旗を掲げる特別製ポール『アシガバート・フラッグポール（英語版）』が建てられており、ポールの下に空気が上へ吹き出る装置が備えられている。世界に点在する大型の掲揚塔の中では5位の高さとして知られている。
- 中立の塔は、トルクメニスタンの永世中立を記念して建てられた三脚型のアーチが特徴的な複合施設。塔の形は焚火で調理する際に用いられていた伝統的な三脚の五徳状の器具をイメージしたものである。頂上に立つ初代大統領サパルムラト・ニヤゾフの巨大な金メッキの像で有名。像が24時間360度回転し、昼間は常に陽が差すようにする仕掛けが施されていた[注 1]。現地では「ウチ・アヤック」（Üç aýak，三本足の意）という愛称が付けられている。
- 独立記念塔はトルクメニスタンの独立を記念して建てられた施設で、中立の塔と同じく複合施設の一つに数え上げられる。
- 同市南西部には、ギョクデペの戦いやアシガバート大震災（ロシア語版、英語版）、第二次世界大戦の犠牲者を鎮め称えるために設けられたハルク・ハキュダシュ祈念公園（英語版）がある。

- 同市に在る公的機関では国立歴史博物館（英語版）や国立文化センター（ロシア語版、英語版）が代表で、国内における観光名所の一部ともなっている。また、教育機関ではトルクメン総合大学（ロシア語版、英語版）、トルクメン＝トルコ国際大学（英語版）などの高等教育機関がある。

## その他
同都は他の都市に比べて政府系の施設ならびに関連する建造物が多く、それらの全てが白い大理石を用いて設けられていることにより、海外各国から「ホワイト・シティ」(White City，白亜の街) の別名で呼ばれている。
また、大理石が建材としてふんだんに用いられている点から、同都は「世界で最も大理石張りの建造物が集まった場所」としてギネスブックの世界記録に認定されている。

## 姉妹都市
- アテネ・ギリシャ
- アメリカ合衆国・ニューメキシコ州アルバカーキ
- トルコ・アンカラ